# 桤叶悬钩子
桤叶悬钩子（学名：Rubus alnifoliolatus Levl.）为蔷薇科悬钩子属的植物，为台灣特有植物。分布在台湾低海拔之路旁、中及灌丛内，目前尚未由人工引种栽培。

## 扩展阅读
- 維基物種上的相關：榿葉懸鉤子